# Theater Westliches Weinviertel
Das Theater Westliches Weinviertel ist ein Theater in Guntersdorf im Bezirk Hollabrunn in Niederösterreich.

## Spielstätte
Das Theater Westliches Weinviertel (im Volksmund kurz tww genannt), wurde in einem aufgelassenen Bauernhof in Guntersdorf, Bahnstraße Nr. 201 gegründet. Das vorgelagerte Gebäude des Streckhofes wurde zur Infrastruktur, während ein hofseitiger Schuppen zum windoffenen Theaterraum ausgebaut wurde. Insofern wurde das Theater als Sommertheater Theater im Stadl geführt. Da die Bühne an der Längsseite liegt, ergibt sich ein Zuschauerraum mit geringer Tiefe, mit wenigen Sitzreihen und direkter Nähe des Publikums zu den Schauspielern.
Im Jahre 1990 wurde eine Studiobühne eingerichtet, womit ein ganzjähriger Spielbetrieb begonnen wurde. Für eine Generalsanierung wurde der Spielbetrieb von 1996 bis 2000 nach Schloss Mittergrabern verlegt. Von 2006 bis 2008 wurde das vorgelagerte Wohnhaus neu errichtet, womit mehr Raum für Garderoben, Werkstätten, Buffet und Studiobühne entstand.
Das Theater ist Niederösterreichs kleinstes Theater im Ganzjahresbetrieb.

## Ensemble
Die Schauspieler waren anfangs Amateure und sind inzwischen eine Mischung aus haupt- und nebenberuflichen Schauspielern. Regelmäßig in Produktionen zu sehen sind etwa, Andrea Nitsche, Lilli Wohlmann, Günther Pfeifer, Helmut Maierhofer oder Julia Handle. 
Bühne, Kostüme, Technik, Musik und Maske werden von professionellen Mitarbeitern betreut.

## Programm
Seit der Gründung im Jahre 1986, stets unter der Intendanz von Regisseurin Franziska Wohlmann, steigerte das tww mittlerweile seine Spieltage auf rund 70 pro Jahr und ist somit Niederösterreichs kleinstes Theater mit Ganzjahresspielbetrieb. Die Palette reicht vom kritischen Jugendtheater, über die Commedia dell' Arte und zeitgenössische Komödien, bis zu experimentellen Performances. In den letzten Jahren erfreuen sich musikalische Produktionen immer größerer Beliebtheit. Drei bis vier neue Eigenproduktionen im Jahr, dazu Wiederaufnahmen von Erfolgsstücken der Vorjahre und Gastspiele aus den Bereichen Kabarett, Kindertheater, sowie Lesungen, Konzerte und Ausstellungen bieten für nahezu jeden Geschmack das Richtige.